# Karel Mark Chichon
Karel Mark Chichon, OBE é um maestro gibraltarino.
Nasceu em Londres, em 1974 e é o maestro-chefe da Orquestra Sinfônica de Graz desde 2006 e Maestro Emérito da Orquestra Sinfônica Nacional Letã desde 2007. Ele também é maestro residente da Sinfonietta Europeia e diretor artístico da Sociedade Filarmônica de Gibraltar.
Estudou na Academia Real de Música, em Londres; foi maestro assistente de Giuseppe Sinopoli e de Valery Gergiev, e trabalhou com artistas como José Carreras, Montserrat Caballé, Grace Bumbry e Juan Diego Flórez.
Chichon é o maestro convidado frequente das maiores orquestras do mundo, como a Sinfônica de Viena, a Orquestra Sinfônica da Rádio de Viena, Orquestra de Câmara Inglesa, Sinfonia da Cidade de Londres, Orquestra Haydn de Bolzano e Trento, Orquestra Sinfônica de Lucerna, Sinfonietta de Israel, Orquestra Filarmônica de Budapeste, entre outras.
Desde 2003 ele é o maestro convidado regular da Orquestra de Câmara Inglesa, com quem realiza turnês frequentemente. Em 2004 ele foi convidado pela Orquestra Filarmônica de Viena a dirigir concertos no seu Instituto Internacional em Salzburgo, retornando em 2005 e 2006.
É casado com a meio-soprano letã Elīna Garanča.